# Drepanoterma lacticaudellum
Drepanoterma lacticaudellum är en fjärilsart som beskrevs av Walsingham 1897. Drepanoterma lacticaudellum ingår i släktet Drepanoterma och familjen stävmalar. Inga underarter finns listade i Catalogue of Life.